# Cavezzana Gordana
Cavezzana Gordana è una frazione del comune italiano di Pontremoli, nella provincia di Massa-Carrara.

## Monumenti e luoghi di interesse
A Cavezzana Gordana è presente una piccola cappella intitolata all'Assunzione di Maria. All'interno di essa è custodita una statua della Madonna con il Bambinello del XVII secolo, citata in un documento del 1648.
Nelle vicinanze di Cavezzana Gordana si trovano gli Stretti di Giaredo, piccoli canyon lungo il Torrente Gordana che si estendono per circa 500 metri in direzione di Zeri.

## Società

### Tradizioni e folclore
- Santa Maria Assunta[non chiaro]